# ITF Marseille
Das ITF Marseille (offiziell: Open Féminin de Marseille) ist ein Tennisturnier des ITF Women’s Circuit, das in Marseille, Frankreich ausgetragen wird.

## Siegerliste

### Einzel
| Jahr                                 | Siegerin                   | Finalgegnerin           | Ergebnis       |
| ------------------------------------ | -------------------------- | ----------------------- | -------------- |
| ↓ Kategorie: $50.000 ↓               |                            |                         |                |
| 1997                                 | Amélie Cocheteux           | Mirjana Lučić           | 4:6, 7:5, 6:4  |
| 1998 wurde kein Turnier ausgetragen! |                            |                         |                |
| 1999                                 | Ángeles Montolio           | Cristina Torrens Valero | 6:4, 7:5       |
| 2000                                 | Ángeles Montolio           | Anabel Medina Garrigues | 6:2, 6:74, 6:4 |
| 2001                                 | Klára Koukalová            | Karina Habšudová        | 6:4, 4:6, 7:63 |
| 2002                                 | Conchita Martínez Granados | Émilie Loit             | 6:2, 3:6, 7:5  |
| 2003                                 | Arantxa Parra Santonja     | Claudine Schaul         | 6:2, 6:1       |
| 2004                                 | Anabel Medina Garrigues    | Ľubomíra Kurhajcová     | 5:7, 6:3, 6:3  |
| ↓ Kategorie: $50.000+H ↓             |                            |                         |                |
| 2005                                 | Conchita Martínez Granados | Marie-Ève Pelletier     | 6:1, 6:1       |
| 2006                                 | Jekaterina Bytschkowa      | Séverine Brémond        | 6:1, 6:2       |
| ↓ Kategorie: $50.000 ↓               |                            |                         |                |
| 2007                                 | Jorgelina Cravero          | Stéphanie Cohen-Aloro   | 6:2, 6:4       |
| ↓ Kategorie: $75.000+H ↓             |                            |                         |                |
| 2008                                 | Kirsten Flipkens           | Stéphanie Foretz        | 7:64, 6:2      |
| ↓ Kategorie: $100.000+H ↓            |                            |                         |                |
| 2009                                 | Ioana Raluca Olaru         | Maša Zec Peškirič       | 6:74, 7:5, 6:4 |
| 2010                                 | Klára Zakopalová           | Johanna Larsson         | 6:3, 6:3       |
| ↓ Kategorie: $100.000 ↓              |                            |                         |                |
| 2011                                 | Pauline Parmentier         | Irina-Camelia Begu      | 6:3, 6:2       |
| 2012                                 | Lourdes Domínguez Lino     | Pauline Parmentier      | 6:3, 6:3       |
| 2013                                 | Andrea Petković            | Anabel Medina Garrigues | 6:4, 6:2       |
| 2014                                 | Alexandra Dulgheru         | Johanna Larsson         | 6:3, 7:5       |
| 2015                                 | Monica Niculescu           | Pauline Parmentier      | 6:2, 7:5       |
| 2016                                 | Danka Kovinić              | Hsieh Su-wei            | 6:2, 6:3       |
| 2017                                 | Jasmine Paolini            | Tatjana Maria           | 6:4, 2:6, 6:1  |

### Doppel
| Jahr                                 | Siegerinnen                                            | Finalgegnerinnen                             | Ergebnis          |
| ------------------------------------ | ------------------------------------------------------ | -------------------------------------------- | ----------------- |
| ↓ Kategorie: $50.000 ↓               |                                                        |                                              |                   |
| 1997                                 | Katalin Marosi Verónica Stele                          | Caroline Dhenin Nino Louarsabishvili         | 6:2, 4:6, 6:1     |
| 1998 wurde kein Turnier ausgetragen! |                                                        |                                              |                   |
| 1999                                 | Gisela Riera Roura Raluca Sandu                        | Eva Martincová Lenka Němečková               | 6:4, 7:6          |
| 2000                                 | Alice Canepa Mariana Díaz Oliva                        | Swetlana Kriwentschewa Anna Bieleń-Żarska    | 6:2, 6:3          |
| 2001                                 | Leanne Baker Manisha Malhotra                          | Caroline Dhenin Maja Palaveršić              | 7:65, 6:2         |
| 2002                                 | Lourdes Domínguez Lino Conchita Martínez Granados      | Vanessa Henke Sandra Klösel                  | 7:5, 4:6, 6:0     |
| 2003                                 | Juliana Fedak Galina Fokina                            | Andreea Ehritt-Vanc Renata Voráčová          | 6:4, 6:73, 6:3    |
| 2004                                 | Shahar Peer Jelena Wesnina                             | Kildine Chevalier Conchita Martínez Granados | 6:1, 6:1          |
| ↓ Kategorie: $50.000+H ↓             |                                                        |                                              |                   |
| 2005                                 | Līga Dekmeijere Caroline Dhenin                        | Maria Fernanda Alves Marie-Ève Pelletier     | 6:2, 1:6, 6:2     |
| 2006                                 | Conchita Martínez Granados María José Martínez Sánchez | Séverine Brémond Stéphanie Cohen-Aloro       | 7:5, 6:4          |
| ↓ Kategorie: $50.000 ↓               |                                                        |                                              |                   |
| 2007                                 | Ksenija Mileuskaja Roxane Vaisemberg                   | Salome Llaguno Nadege Vergos                 | 6:2, 6:1          |
| ↓ Kategorie: $75.000+H ↓             |                                                        |                                              |                   |
| 2008                                 | Ágnes Szatmári Aurélie Védy                            | Wiktorija Kutusowa Anna Lapuschtschenkowa    | 6:4, 6:3          |
| ↓ Kategorie: $100.000+H ↓            |                                                        |                                              |                   |
| 2009                                 | Tathiana Garbin María Emilia Salerni                   | Timea Bacsinszky Jelena Bowina               | 6:74, 6:3, [10:7] |
| 2010                                 | Johanna Larsson Yvonne Meusburger                      | Stéphanie Cohen-Aloro Aurélie Védy           | 6:4, 6:2          |
| ↓ Kategorie: $100.000 ↓              |                                                        |                                              |                   |
| 2011                                 | Irina-Camelia Begu Nina Brattschikowa                  | Laura-Ioana Andrei Mădălina Gojnea           | 6:2, 6:2          |
| 2012                                 | Séverine Beltrame Laura Thorpe                         | Kristina Barrois Olha Sawtschuk              | 6:1, 6:4          |
| 2013                                 | Sandra Klemenschits Andreja Klepač                     | Asia Muhammad Allie Will                     | 1:6, 6:4, [10:5]  |
| 2014                                 | Lourdes Domínguez Lino Beatriz García Vidagany         | Julija Bejhelsymer Olha Sawtschuk            | 6:1, 6:2          |
| 2015                                 | Tatiana Búa Laura Thorpe                               | Nicole Melichar Maryna Zanevska              | 6:3, 3:6, [10:6]  |
| 2016                                 | Hsieh Su-wei Nicole Melichar                           | Jana Čepelová Lourdes Domínguez Lino         | 1:6, 6:3, [10:3]  |
| 2017                                 | Natela Dsalamidse Weronika Kudermetowa                 | Dalma Gálfi Dalila Jakupović                 | 7:65, 6:4         |

## Quelle
- ITF Homepage